# Phare de Cabo Blanco (Costa Rica)
Pour les articles homonymes, voir Phare de Cabo Blanco.
Le phare de Cabo Blanco (en espagnol : Faro de Isla Cabo Blanco) est un phare actif situé sur la petite île de Cabo Blanco dans la province de Puntarenas au Costa Rica. Il est géré par l'Autorité portuaire de Puntarenas.

## Histoire
Cette petite île se trouve à 1.6 km au large de Cabo Blanco, la pointe sud de la péninsule de Nicoya. L'île fait partie de la Réserve nationale absolue de Cabo Blanco. Il marque l'entrée ouest du golfe de Nicoya.

## Description
Ce phare est une tour métallique cylindrique à claire-voie, avec une double galerie et une balise de 20 m de haut. La pour est peinte en bandes horizontales rouges et blanches. Il émet deux éclats blancs par période de 18 secondes. Sa portée est de 10 milles nautiques (environ 18 km).
Identifiant : ARLHS : COS-001 - Amirauté : G3346 - NGA : 111-15462 .

### Lien connexe
- Liste des phares du Costa Rica